# Leucopis subclaripes
Leucopis subclaripes är en tvåvingeart som beskrevs av Tanasijtshuk 1986. Leucopis subclaripes ingår i släktet Leucopis och familjen markflugor. Inga underarter finns listade i Catalogue of Life.